# Austrolimnophila (Austrolimnophila) cyclopica
Austrolimnophila (Austrolimnophila) cyclopica is een tweevleugelige uit de familie steltmuggen (Limoniidae). De soort komt voor in het Australaziatisch gebied.